# Voetbal op de Olympische Zomerspelen 1900

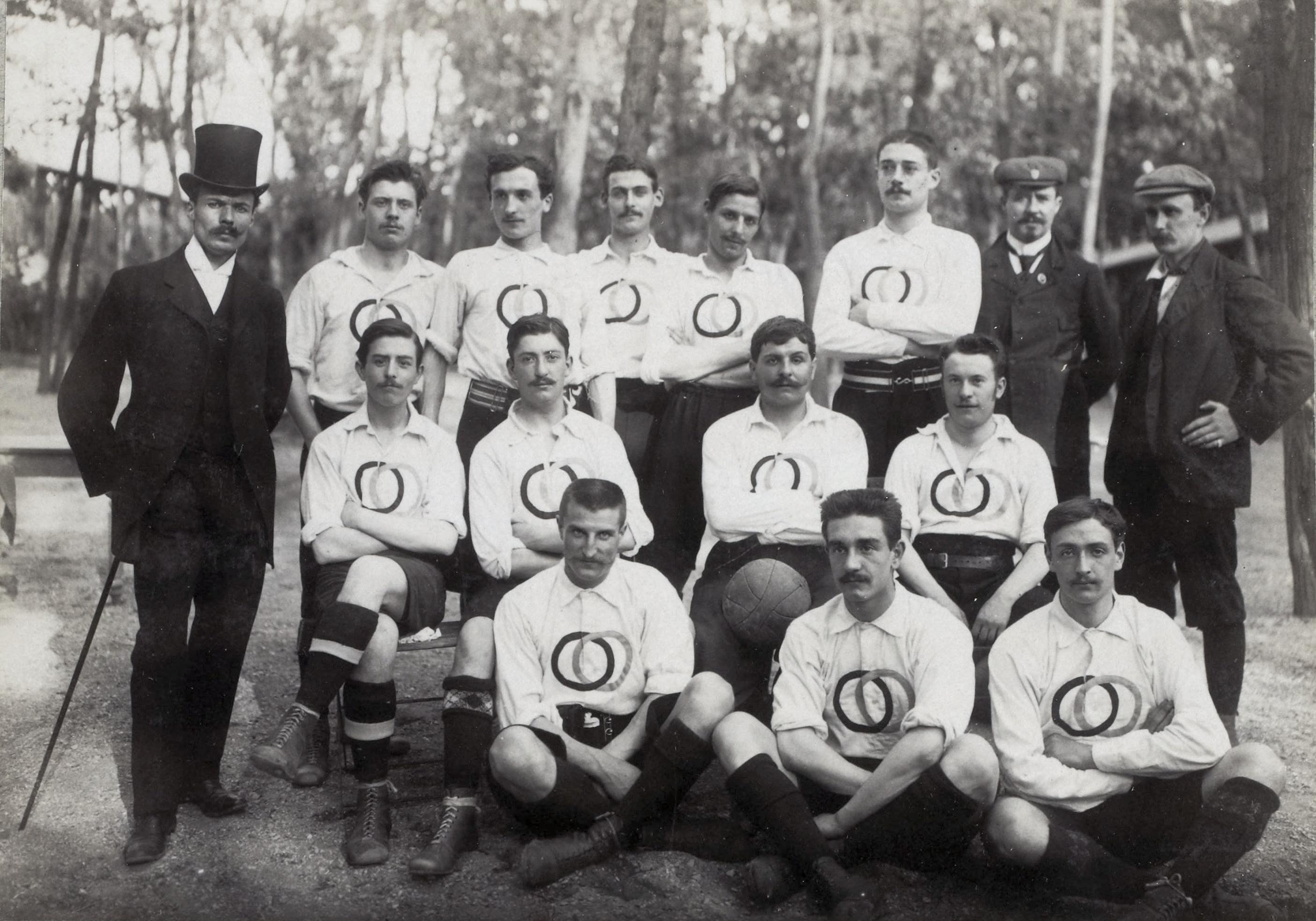
De Franse ploeg in 1900

Voetbal is een van de sporten die beoefend werden tijdens de Olympische Zomerspelen 1900 in Parijs.
Oorspronkelijk waren er vier demonstratiewedstrijden gepland. Het door de USFSA geselecteerde Club Français (aangevuld met spelers van Racing Club de France) zou wedstrijden spelen tegen ploegen uit België, Engeland, Duitsland en Zwitserland. Uit de laatste twee landen werden uiteindelijk geen ploegen afgevaardigd. Het voor België uitgenodigde Racing Club de Bruxelles zag af van deelname en werd vervangen door een ploeg van universiteitsstudenten.

## Heren

### Uitslagen
| datum         |  | land              |       | land                         |
| ------------- |  | ----------------- | ----- | ---------------------------- |
| 20 september  |  | Club Français FRA | afg.  | Zwitserse ploeg SUI          |
| 20 september* |  | Club Français FRA | 0 – 4 | Upton Park F.C. GBR          |
| 23 september  |  | Club Français FRA | 6 – 2 | Belgisch studentenelftal BEL |
| 27 september  |  | Club Français FRA | afg.  | Duitse ploeg GER             |

* oorspronkelijke datum 7 oktober

### Eindrangschikking
Er werden geen medailles uitgereikt, bij iedere wedstrijd ontving de winnende ploeg een kunstobject. Desondanks werden de resultaten later door het IOC als officieel erkend, en staan de deelnemende clubteams uit Groot-Brittannië, Frankrijk en België als medaillewinnaars in de uitslagenlijst.
| rang   | sporters | land |
| ------ | --- | ---- |
| Goud   | Upton Park F.C. J. H. Jones Claude Buckenham William Grosling Alfred Chalk T. E. Burridge William Quash Arthur Turner F. G. Spackman J. Nicholas James Zealley A. Haslam (aanvoerder)                                                                        | GBR  |
| Zilver | Club Français Pierre Allemane Louis Bach Alfred Bloch Fernand Canelle R. Duparc¹ Eugène Fraysse¹ Virgile Gaillard Georges Garnier (aanvoerder) R. Grandjean Lucien Huteau Marcel Lambert Maurice Macaine Gaston Peltier¹ ¹ gastspelers Racing Club de France | FRA  |
| Brons  | Belgisch studentenelftal Marius Delbecque Hendrik van Heuckelum René Kelecom Marcel Leboutte Lucien Londot Ernest Moreau de Melen Eugène Neefs Gustave Pelgrims (aanvoerder) Alphonse Renier Hilaire Spanoghe Eric Thornton                                  | BEL  |

Parijs 1900 · 
St. Louis 1904 · 
Athene 1906 · 
Londen 1908 · 
Stockholm 1912 · 
Antwerpen 1920 · 
Parijs 1924 · 
Amsterdam 1928 · 
Berlijn 1936 · 
Londen 1948 · 
Helsinki 1952 · 
Melbourne 1956 · 
Rome 1960 · 
Tokio 1964 · 
Mexico-Stad 1968 · 
München 1972 · 
Montréal 1976 · 
Moskou 1980 · 
Los Angeles 1984 · 
Seoel 1988 · 
Barcelona 1992 · 
Atlanta 1996 · 
Sydney 2000 · 
Athene 2004 · 
Peking 2008 · 
Londen 2012 · 
Rio de Janeiro 2016 ·
Tokio 2020 ·
Parijs 2024 ·
Los Angeles 2028

Medaillewinnaars
Atletiek · Boogschieten · Cricket · Croquet · Golf · Paardensport · Pelota · Polo · Roeien · Rugby · Schermen · Schietsport · Tennis · Touwtrekken · Turnen · Voetbal · Waterpolo · Wielersport · Zeilen · Zwemmen